# 427-я авиационная эскадрилья специального назначения
427-я авиацио́нная эскадри́лья специа́льного назначе́ния (англ. 427 Special Operations Aviation Squadron, 427 SOAS, фр. 427e Escadron d'opérations spéciales d'aviation) — тактическое вертолётное подразделение 1-го крыла Королевских военно-воздушных сил Канады, обеспечивающее авиационную поддержку Командованию войск специального назначения Канады. Эскадрилья размещается в гарнизоне «Петавава», провинция Онтарио и укомплектована вертолётами Bell CH-146 Griffon.

## История
427-я эскадрилья была создана в Крофт-он-Тес, Ричмондшир, в Англии 7 ноября 1942 года, состояла тогда из бомбардировщиков и почти всю Вторую мировую войну провела в Англии в составе 6-й группы Королевских ВВС Канады Командования бомбардировщиков Королевских ВВС. Она была укомплектована Vickers Wellington Mk III и Mk X, на которых 14 декабря 1942 года совершила операцию на Фризских островах, а затем была передислоцирована в Лееминг, Норталлертон, Северный Йоркшир и уже до начала 1944 года активно летала на самолётах Handley Page Halifax Mk V, а затем её парк сменился на самолёты Halifax Mk III. На этих самолётах было проведено наибольшее число операций, и через год, перед окончанием Второй мировой, они были заменены на бомбардировщики Avro Lancaster. До конца мая 1946 года «Ланкастеры» использовались для возвращения на родину военнопленных. 1 июня 1946 года 427-я эскадрилья была расформирована.
Она была вновь сформирована 1 августа 1952 года на базе ВВС Канады «Сент-Юбер» в пригороде современного Монреаля,  провинция Квебек, как 427-я эскадрилья истребителей, укомплектована Canadair Sabre и в марте 1953 г. перемещена в 3-е авиакрыло (истребители) в Цвайбрюккен. Первой из европейских эскадрилий ВВС Канады она получила Canadair CF-104 Starfighter для ядерного удара, 15 декабря 1962 г. она была расформирована и сформирована вновь через два дня как 427-я (ударная) эскадрилья.
1 февраля 1968 года эскадрилья вошла в состав новых Канадских вооружённых сил, а 1 июля 1970 года была снова расформирована.
В 1971 году она вновь была создана как 427-я тактическая вертолётная эскадрилья на базе «Петавава», где и размещается по настоящее время.
С 1 февраля 2006 года обеспечивает Командование войск специального назначения Канады.